# Función policonvexa
En matemáticas, la policonvexidad es una generalización de la noción de convexidad para funciones definidas en espacios de matrices. El concepto tiene aplicación principalmente en mecánica de sólidos deformables, en particular un requerimiento físico para la energía de deformación de un sólido suele ser que sea una función policonvexa (pero no convexa). Toda función policonvexa es variacionalmente cuasiconvexa, aunque no necesariamente convexa. El recíproco de esto último sí es cierto, toda función convexa es variacionalmente policonvexa, de hecho se tiene la siguiente cadena de implicaciones:
{\displaystyle f{\text{ convexa}}\implies f{\text{ policonvexa}}\implies f{\text{casiconvexa}}\implies f{\text{convexa de rango uno}}}

## Definición
Siendo {\displaystyle M_{n\times n}\approx \mathbb {R} ^{n\times n}} el conjunto de matrices de coeficienes reales, se dice que una función {\displaystyle W:M_{n\times n}\to \mathbb {R} } es policonvexa si existe una función convexa:

{\displaystyle {\hat {W}}:{\mathcal {B}}\subset M_{n\times n}\times M_{n\times n}\times \mathbb {R} \to \mathbb {R} }

tal que:

{\displaystyle W(\mathbf {A} )={\hat {W}}(\mathbf {A} ,\mathrm {Cof} \ \mathbf {A} ,\det \ \mathbf {A} )}

con:

{\displaystyle {\mathcal {B}}=\{(\mathbf {A} ,\mathbf {B} ,\alpha )\in M_{n\times n}\times M_{n\times n}\times \mathbb {R} |\mathbf {B} =\mathrm {Cof} \ \mathbf {A} ,\ \alpha =\det \ \mathbf {A} >0\}}

John Ball (1977) descubrió que la convexidad del potencial elástico o energía de deformación elástica lleva a situaciones físicas inconsistentes, por lo que postuló que el potencial elástico no puede ser una función convexa. Ball propuso que la noción de convexidad es demasiado restrictiva y debe ser substituida por una noción más débil. El propio Ball encontró que un requisito razonable y menos restrictivo que permitía formular algunos resultados de existencia de soluciones era el de policonvexidad.

## Otras definiciones
Algunos autores usan definiciones de función policonvexa un poco más generales que la propuesta inicialmente por Ball. En particular, algunos autores definen una función policonvexa {\displaystyle W:\mathbb {R} ^{N\times n}\to \mathbb {R} \cup \{+\infty \}}, si existe una función {\displaystyle {\hat {W}}:\mathbb {R} ^{\tau (N,n)}\to \mathbb {R} \cup \{+\infty \}} tal como:

{\displaystyle W(\xi )={\hat {W}}(T(\xi ))}

donde:

{\displaystyle T(\xi )=(\xi ,\mathrm {adj} _{2}\xi ,\dots ,\mathrm {adj} _{n\land N}\xi )}

En esta definición {\displaystyle \mathrm {adj} _{s}\xi } representa la matriz de todos los menores de {\displaystyle s\times s} de la matriz {\displaystyle \xi \in \mathbb {R} ^{N\times n},\ 2\leq s\leq n\land N=\min\{n,N\}} y:

{\displaystyle \tau (n,N):=\sum _{s=1}^{n\land N}\sigma (s),\qquad \sigma (s):={\begin{pmatrix}N\\s\end{pmatrix}}{\begin{pmatrix}n\\s\end{pmatrix}}={\frac {N!n!}{(s!)^{2}(N-s)!(n-s)!}}}